# Charles Vélain
Charles Vélain, född 14 maj 1845 i Château-Thierry, departementet Aisne, död 8 juni 1925 i Paris, var en fransk geolog och geograf.
Vélain blev efter återkomsten från en resa till ön Saint-Paul i södra Indiska oceanen 1878 maître de conférences i geologi vid universitetet i Paris. Han blev 1889 extra ordinarie professor i geologi, var 1897-1920 professor i fysisk geografi där och grundlade studiet av geografin som naturvetenskap. Från 1906 utgav han "Revue annuelle de géographie".